# Augusta von Goldstein
Augusta von Goldstein (* 20. Februar 1764 in Breslau; † 18. Februar 1837 ebenda) war eine deutsche Schriftstellerin.

## Leben
Augusta von Goldstein war die Tochter von Gottfried Ernst von Wallenrodt (* 18. Mai 1725; † 4. Februar 1776 in Breslau), preußischer Major bei der Dragoner-Garde und dessen Ehefrau Johanna Isabella Eleonore von Wallenrodt.
Sie hatte noch vier Geschwister:
- Friedrich Julius Ernst (* 28. November 1762 in Utrecht; † 24. Januar 1809 in Königsberg), Fideikommissherr auf Popehnen im Kreis Wehlau und preußischer Rittmeister, zuletzt im Kürassier-Regiment „von Heyling“ ⚭ Karoline von Graeve (* 20. Juni 1766 in Ossig; † 26. September 1849 in Königsberg);
- Karl Wilhelm Leopold;
- Antoinette Albertine Johanna († 26. April 1839) ⚭ Friedrich Wilhelm Erdmann von Korckwitz († 24. Juli 1815), Gutsherr;
- Charlotte Friederike Franziska (* 22. Oktober 1776; † 6. Mai 1847) ⚭ Karl Moritz Gottlob von Kessel († 11. August 1822).

1791 heiratete Augusta von Goldstein in erster Ehe, ließ sich jedoch nach kurzer Zeit bereits wieder scheiden, behielt jedoch vorerst den Familiennamen ihres geschiedenen Mannes.
1803 heiratete sie den Freiherrn von Goldstein in Sachsen. Aufgrund des Vermögensverlustes ihres Ehemannes scheiterte aber auch diese Ehe. Das Paar trennte sich nach mehreren Jahren, ihr Mann lebte in Sachsen und sie hielt sich in Liebenfelde bei Soldin als Erzieherin bei einer befreundeten Familie auf und lebte von einer Pension, die sie vom König Friedrich Wilhelm III. erhielt. 1806 zog sie nach Prag und von dort aus nach Brieg. Später zog sie dann nach Breslau und lebte dort bis zu ihrem Tod. Sie war schriftstellerisch tätig und übersetzte auch als Auftragsarbeiten Lustspiele aus dem Französischen. Ihr Lustspiel Die Glücksritter wurde 1806 in Prag, in ihrer Anwesenheit, aufgeführt.
Aus einer ihrer Ehen hatte sie eine Tochter, die jedoch noch vor ihr verstarb.

## Schriften (Auswahl)
- Die Glücksritter. Lustspiel in vier Akten. Prag 1788.
- Kollmar und Klaire: eine vaterländische Geschichte. Leipzig: Voß, 1793–1795.
- Die drei Spinnrocken (Bibliothek der grauen Vorwelt). Leipzig 1793.
- Weihnachtekörbchen für die Jugend. Leipzig 1794.
- Emma von Ruppin. Geschichte voll Leiden, Freuden und Wunder. 2. Band. Leipzig, bei Friedrich Gotthold Jacobäer 1794
- Erzählungen und dramatisch bearbeitete Scenen zur Unterhaltung für Freunde romantischer Leetüre. Rostock 1798
- Klara von Leuenstein – Ein Schauspiel aus den Ritterzeiten nach Walafried; in fünf Aufzügen. Frankfurt und Leipzig, 1806.
- Adelaide (Das Mädchen Wunderhold, eine ausländische Arabeske, im modernen Styl). Berlin 1808. (Neuauflage 2017, ISBN 978-3-7437-1022-1)
- Der Traum und das Erwachen. Ein Fragment aus der wirklichen Welt. Berlin 1809.
- Das Mädchen Wunderhold. Eine abendländische Romaneske im neuern Styl. Leipzig 1810.
- Farben des bunten Erdenlebens. Eine Sammlung von Erzählungen und fragmentarischen Familiengemälden. Liegnitz 1827.